# Кјузеле (Изернија)
Кјузеле је насеље у Италији у округу Изернија, региону Молизе.
Према процени из 2011. у насељу је живело 103 становника. Насеље се налази на надморској висини од 398 м.